# Catherine Carey
Catherine Carey, nogen skriver hendes navn Katherine, (født ca. 1524 – død 15. januar 1569) var overhofdame i sin kusine, dronning Elisabeth 1. af Englands hof
Catherine var datter af Mary Boleyn, der i perioden hvor Catherine blev født, var kong Henrik 8. af Englands elskerinde. Senere giftede kongen sig dog med Anne Boleyn. Marys søster og dermed Catherines moster, der i en kort overgang var dronning af England.
Catherine blev gift med Francis Knolleys, med hvem hun fik mange børn, hvoraf nogle døde som børn.

## Biografi
Catherine blev ca. født i år 1524 som datter af Mary Boleyn og dennes første ægtemand, William Carey i Hertfordshire. Hun fik senere en bror, og efter faderens død, ægtede Mary soldaten William Stafford hvor hun derigennem fik mindst 2 søskende mere.
Hendes moder havde fra ca. 1522 til omkring 1525 en affære med kongen af England, og derfor har mange spekuleret over om William Carey virkelig var den biologiske fader eller om hun var kongens bastard datter. Men rygterne har aldrig været be- eller afkræftet. 
Som ung kvinde var Catherine vidne til sin mosters, Anne, henrettelse i 1536, da hun på det tidspunkt tjente i Annes hof. Hun var desuden brudepige til både dronning Anne af Kleve og dronning Catherine Howards bryllup med kongen. Den 26. april 1540, indgik hun ægteskab med Francis Knollys, der var i høj gunst hos kongen og derfor hele gange blev adlet til KG. Efter ægteskabet blev hun tituleret fru Knollys, og efter 1547 som Lady Knollys. Når parret ikke opholdte sig ved kongens hof i London, tilbragte de tiden på Reading, i Berkshire og på Rotherfield, i Oxfordshire. 
Efter Elizabeths kroning til dronning blev Catherine hendes hofdame, og de havde efter sigende et tæt forhold hele livet. 

## Børn
Ægteparret Knollys fik tilsammen ca. 15 børn, hvoraf de 13 nåede voksenalderen, hvor de giftede sig og stiftede familie:
- Lettice Knollys, grevinde af Essex og Leicester (født 8. November 1543 – død 25. december 1634). Hun blev første gang gift med Walter Devereux, jarl af Essex, derefter indgik hun ægteskab med Robert Dudley og det tredje ægteskab var med Christopher Blount
- Henry Knollys (ca. 1542 – død 1583). Han var medlem af parlamentet hvor han først repræsenterede Shoreham, Kent i 1563 og derefter Oxfordshire. Han blev gift med Margaret Cave (født 1549 – død 1600), der var datter af Sir Ambrose Cave og Margaret Willington.
- Elizabeth Knollys. Hun indgik ægteskab med Sir Thomas Leighton, søn af John Leighton af Watlesburgh og Joyce Sutton, i 1578. Hendes mand tjente som guvernør på Guernsey.
- William Knollys, (ca. 1544 – 25. maj 1632). Han indgik sit første ægteskab med Dorothy Bray, der var 20 år ældre end ham. Andet ægteskab blev indgået med Elizabeth Howard, datter af Thomas Howard og dennes anden kone, Catherine Knyvett.
- Edward Knollys (1546 – 1580), var også medlem af parlamentet.
- Sir Robert Knollys (1547 – død 1626). Medlem af parlamentet for Reading, Berkshire fra 1572 til 1589. Derefter for Brecknockshire (1589 – 1604), Abingdon, Oxfordshire (1604, 1624 – 1625) og til slut for Berkshire (1626). Han giftede sig med Catherine Vaughan.
- Richard Knollys (1548 – død 21. august 1596). Medlem af parlamentet hvor han først repræsenterede Wallingford (1584) og derefter Northampton (1588). Gift med Joan Heigham.
- Sir Thomas Knollys (død 1596). Bedst kendt for at have tjent under Firsårskrigen fra 1568 til 1648. Guvernør i Oostende, Belgien, i 1586. Gift med Odelia de Morana som stammede fra den flamske del af Belgien.
- Francis Knollys "den yngre" (ca. 1552 – død 1643). Medlem af parlamentet hvor han repræsenterede Oxford (1572 – 1588) og derefter Berkshire (1597, 1625). Indgået ægteskab med Lettice Barrett.
- Anne Knollys (ca. 1553 – 1608 eller senere). Gift med Thomas West. Moder til Thomas West, som staten Delaware blev opkaldt efter [1].
- Catherine Knollys (c. 1560 – død 20. december 1620). Gift første gang med Gerald FitzGerald og anden gang med Sir Phillip Butler of Watton Woodhall, som muligvis stammede fra den magtfulde slægt Ormonde.
- Cecily Knollys. Ingen kendte facts om hende.

- - Catherine og Francis fik derudover en datter, og Catherine mistede et barn, som man ikke kender kønnet af, og som ikke overlevede barndommen.